# 李樹君
李樹君（1962年—），出生於黑龙江省。現任中国农业机械化研究院董事長兼黨委副書記。

## 生平
曾任中国农机院食品机械所研究室主任、农机化所所长工作、中国农机院院长助理、副院长，中国包装和食品机械总公司董事长，国家农业机械工程技术研究中心主任、国家农机具质量监督检验中心主任等所有職務。 
他畢業於吉林工业大学及中国农业大学获工学博士学位。

## 相關連結
- 中国科技创新网 李樹君 中国农业机械化研究院有限公司 （页面存档备份，存于）